# Operação Caban
Operação Caban (em francês:  Opération Caban) foi uma operação militar sem derramamento de sangue que foi lançada em setembro de 1979 pelos franceses para instalar o exilado David Dacko, derrubando Jean-Bédel Bokassa, que recorreu ao governo ditatorial na República Centro-Africana a partir de janeiro de 1979.

## História
Em janeiro de 1979, o Imperador Bokassa tornou-se um governante tão autocrático que aprovou a injunção para que todos os alunos das escolas secundárias usassem um uniforme produzido em sua fábrica. Isso conduziria a uma agitação estudantil em Bangui. Bokassa ordenou que o exército reprimisse a insurreição. Em abril de 1979, uma das ações mais brutais perpetradas na história por Bokassa, em um acesso de fúria, foi prender os jovens estudantes (incluindo adolescentes e crianças) que estavam atirando pedras contra seu carro e colocá-los atrás das grades. Nos dois dias seguintes, cerca de 100 crianças foram brutalmente mortas nas prisões e o incidente ficou conhecido como "Massacre das Crianças em Bangui". Um painel de juízes da República Centro-Africana logo interveio e propôs a prisão e o julgamento de Bokassa por estes assassinatos. Bokassa, em seguida, partiu para a Líbia procurando a ajuda do Coronel Gaddafi. Os franceses reagiram e logo intervieram para derrubar Bokassa e instalar David Dacko como presidente, que estava então no exílio na Europa. Dacko foi restituído com o apoio de tropas francesas que foram transferidas do Gabão e do Chade. O golpe foi bem sucedido; Dacko tornou-se presidente e declarou o país como República Centro-Africana. Bokassa havia fugido para a França. Esta operação ficou conhecida como "Operação Caban" e a operação militar dos franceses, que foi uma operação sem derramamento de sangue, seria chamada de "Operação Barracuda", pois envolveu a movimentação de tropas (tropas dos pára-quedistas das Troupes de marine) pelo codinome esquadrão "Barracudas" com quatro helicópteros que completaram a operação em 29 de setembro 1979, em apenas algumas horas. Esta operação não trouxe elogios para a França. Enquanto muitos na República Centro-Africana apoiaram o golpe, muitos na França, incluindo o presidente Giscard, foram criticados pelo seu manejo da situação com Bokassa.
Bokassa que posteriormente voltou ao seu país a partir de França foi preso e acusado de assassinato e condenado à morte que mais tarde foi convertida a uma sentença de prisão perpétua.